# Matthieu Lo Ying Ping
Matthieu Lo Ying Ping (* 3. August 1986) ist ein französischer Badmintonspieler. 

## Karriere
Matthieu Lo Ying Ping gewann nach mehreren französischen Nachwuchstiteln 2006 mit Bronze seine erste Medaille bei den nationalen Titelkämpfen der Erwachsenen. 2007 gewann er Silber und wurde französischer Hochschulmeister im Herrendoppel. 2008 belegte er Platz drei bei den Italian International. 2010 und 2011 nahm er an den Badminton-Weltmeisterschaften teil.

## Sportliche Erfolge
| Saison    | Veranstaltung                                 | Disziplin    | Platz | Partner/in         |
| --------- | --------------------------------------------- | ------------ | ----- | ------------------ |
| 2000/2001 | Französische Nachwuchsmeisterschaft (Minimes) | Herreneinzel | 1     | -                  |
| 2001/2002 | Französische Nachwuchsmeisterschaft (Cadets)  | Herreneinzel | 1     | -                  |
| 2002/2003 | Französische Nachwuchsmeisterschaft (Cadets)  | Herreneinzel | 1     | -                  |
| 2003/2004 | Französische Juniorenmeisterschaft            | Herreneinzel | 1     | -                  |
| 2004/2005 | Französische Juniorenmeisterschaft            | Mixed        | 1     | Aurélie Lechelle   |
| 2004/2005 | Französische Juniorenmeisterschaft            | Herreneinzel | 1     | -                  |
| 2004/2005 | Französische Juniorenmeisterschaft            | Herrendoppel | 1     | Brice Leverdez     |
| 2005/2006 | Französische Meisterschaft                    | Herreneinzel | 3     | -                  |
| 2006/2007 | Französische Hochschulmeisterschaft           | Herrendoppel | 1     | Baptiste Carême    |
| 2006/2007 | Französische Meisterschaft                    | Herreneinzel | 2     | -                  |
| 2007/2008 | Italian International                         | Herreneinzel | 3     | -                  |
| 2011      | Strasbourg Masters                            | Herrendoppel | 2     | Dharma Gunawi      |
| 2013      | Mittelmeerspiele                              | Herreneinzel | 3     | -                  |
| 2015      | Estonian International                        | Herrendoppel | 1     | Laurent Constantin |